# Elsa Miranda
Elsa Miranda (Ponce, 14 febbraio 1922 – Old Bridge, 27 aprile 2007) è stata una cantante, compositrice e attrice portoricana naturalizzata argentina.

## Carriera
Miranda fu una cantante di talento che fece carriera in Argentina. Eseguì canzoni come Adiós mariquita linda, Cariñoso con Desi Arnaz e la sua orchestra, Besos de fuergo, Sonata Fantasía, tra le altre.
Fu una delle modelle più popolari nel concorso "Miss Chiquita Banana", così fece diverse apparizioni cinematografiche all'estero, nonché in pubblicità ed eventi musicali con Arthur Fiedler e la Boston Pops Symphony Orchestra durante il 1945 e il 1946.
Negli anni '40 collaborò con il direttore musicale italo-americano Alfredo Antonini e l'orchestra Pan American ed il fisarmonicista John Serry Sr. nel programma Viva América della Columbia Broadcasting System Radio nella città di New York, Stati Uniti. Nello spettacolo collaborarono con Miranda anche i tenori messicani Juan Arvizu e Néstor Mesta Chaires e il compositore argentino Terig Tucci.
Nel 1947 lavorò alla radio portoricana insieme a personaggi come Rafael Pont Flores, Elmo Torres Perez, Pepito Torres e la sua Siboney Orchestra, il Dúo Rodríguez-De Córdova (Alicia e Adalberto, che erano soliti esibirsi per WEMB).
Nel 1953 realizzò diverse canzoni country, che comprendevano anche artisti come Bing Crosby e Doris Day.

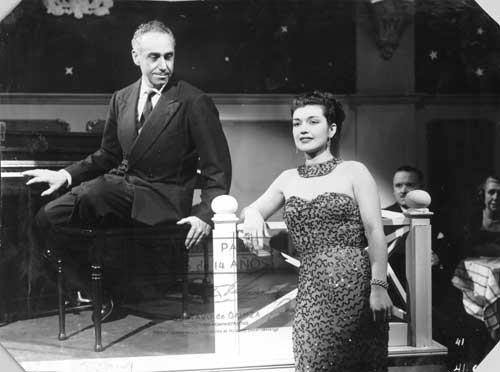
Elsa Miranda e Carlos Ginés en Captura Recomendada (1950)

In Argentina lavorò nei film Captura recomendada del 1950, dove si esibì come interprete musicale e Ensayo final del 1955, in cui condivise scene con personaggi importanti come Carlos Ginés, Gloria Ferrandiz, Ricardo Lavié, Margarita Corona, Eduardo Rudy, Nathán Pinzón, Alberto Closas, Santiago Gómez Cou e Nelly Panizza. In televisione comparve nel programma Tropicana Club, insieme ad Ángel Magaña, Carlos Castro "Castrito" e Mario Pocoví e in Comedias musicales del 1955 con Pedro Quartucci, Perla Alvarado, Angel Eleta, Lita Moreno e Dorita Vernet. In teatro ha interpretato Sonrisas y Melodías nel 1952.
Elsa Miranda registrato diverse canzoni con René Touzet e la sua orchestra per i Dischi Seeco, tra cui: Noche Azul - Ernesto Lecuona (catalogare # 7729), No Puedo Ser Feliz - Adolfo Guzman (catalogare #7728), No Te Importe Saber - René Touzet (catalogare # 7729) e Punal en el Alma - Paul Arenas (catalogare # 7728).

## Vita privata
Ha avuto una lunga relazione con il musicista argentino Joaquín Mora e con il cantante Andrés Falgás.